# Ночь ужаса (фильм, 1916)
«Ночь ужаса» («Ночи ужасов», «Ужасные ночи») (нем. Nächte des Grauens, 1916) — немецкий художественный фильм Рихарда Освальда, «полицейский фильм», «детективный фильм из серии Гарри Хиггса». В России фильм демонстрировался также под названием «Препятствий нет судьбе жестокой».

## Сюжет
Бедная Мария Лотти, служившая продавщицей в магазине дамских нарядов, получила от Нью-Йоркского нотариуса сообщение о смерти её дедушки Джозефа Лотти. «Старик не мог ничего мне оставить, он был очень беден», — уверяла она Андре, своего единственного друга. Шайка воров «Братья тьмы» также получила такое же сообщение с большими подробностями и поспешила принять необходимые меры. Началась травля. Один из членов шайки познакомился с Марией. Молодая девушка всем своим чистым сердцем к нему привязалась, но счастье её было недолго: член шайки скоро покидает Марию.
Убитая горем, разочарованная девушка впадает в нищету. Едва передвигая ноги, бродит она по городу и встречается с соучастницей шайки «Братьев тьмы» старухой Терезой. Тереза уговаривает девушку поступить в кордебалет «Зелёной таверны», владелец которой был атаманом шайки. С этого дня началась для Марии тяжёлая жизнь, полная мучительных переживаний. Андре, потерявший след Марии и искавший забвения в развлечениях, однажды совершенно случайно встречается с Марией в «Зелёной таверне». Он уговаривает её бежать, так как Кодон, антрепренёр Варьете, решил уничтожить Марию ввиду того, что шайка получила извещение о том, что письмо Нью-Йоркского нотариуса о предстоящем вводе Марии Лотти во владение имуществом находится в почтовом ящике № 565 на улице Мера.
Был организован план ограбления ящика. Между тем Мария и Андре бежали. Им пришлось перетерпеть множество затруднений и опасностей, но в последний момент, когда между Колоном и Терезой возникло недоразумение, последнее послужило на пользу беглецам. Тереза из мести Колону направила полицию по следам шайки и таким образом спасла от смерти Андре. Он нашёл Марию, и они бежали вместе. Преследуемые слугами отеля они, по счастливой случайности, попали в почтовый автомобиль грабителей почтового ящика № 565 ознакомились с письмом нотариуса и, оставив фургон, спаслись по железной дороге. Банда «Братьев тьмы» была накрыта, но не сдалась, и, взорвав свой замок, погибла. Мария и Андре вступили во владение наследством и более не разлучались.